# Wilhelm Reinhard von Neipperg

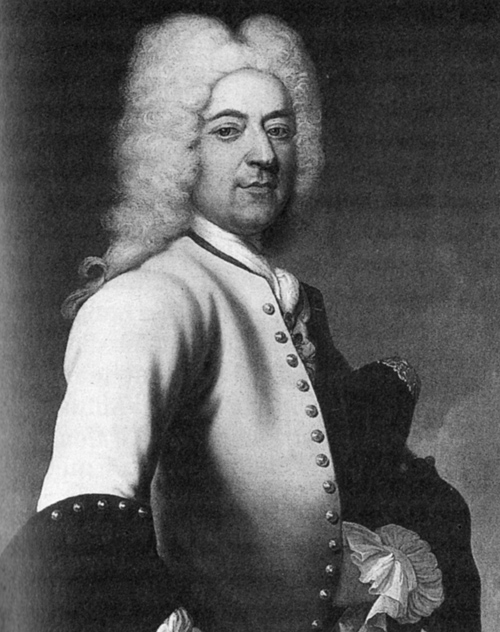
Wilhelm Reinhard von Neipperg in der Uniform seines Regiments Neipperg-Infanterie ca. 1730, Gemälde von Flauhiereud im Schloss Schwaigern

Wilhelm Reinhard Reichsgraf von Neipperg (* 27. Mai 1684 in Schwaigern; † 26. Mai 1774 in Wien) war ein kaiserlicher Heerführer aus dem schwäbischen Geschlecht der Herren von Neipperg, die 1726 mit seiner Erhebung zum Reichsgrafen den Grafenstand erlangten.

## Leben
Wilhelm Reinhard von Neipperg, Sohn des kaiserlichen Feldmarschalls Eberhard Friedrich von Neipperg (1656–1725) und seiner Ehefrau Margareta Lucretia von Hornberg, verbrachte seine Jugendjahre in Stuttgart und trat 1702 in Wien in kaiserliche Dienste. Im Regiment seines Vaters war er 1709 Obristlieutenant. 1715 wurde er Oberst. Er zeichnete sich im Türkenkrieg 1716 bei Temesvár und 1717 bei Belgrad aus, 1717 wurde er vorläufig und 1724 endgültig Inhaber des Infanterieregiments seines Vaters („Neipperg-Infanterie“, 1769: No.7). Als Generalmajor wurde er 1723 Erzieher des Herzogs Franz Stephan von Lothringen, des späteren Kaisers Franz I., und danach dessen vertrauter Freund. Wilhelm Reinhards Tochter Maria Wilhelmina wurde Mätresse des Kaisers.
Unter Wilhelm Reinhard verlagerte sich der Wirkungskreis der Grafen von Neipperg von ihren Abstammungsgebieten in Schwaben nach Wien. Seine Bindung an den katholischen Habsburger Hof führte außerdem vermutlich 1717 zum Glaubenswechsel der ursprünglich reformierten Neipperger zurück zum Katholizismus. 1726 wurde er in den Reichsgrafenstand erhoben und heiratete Maria Franciska Gräfin von Khevenhüller (1702–1776), die ebenfalls einer in habsburgischen Diensten stehenden Familie entstammte.
1730 wurde Wilhelm Reinhard Gouverneur von Luxemburg, machte 1733 als Feldmarschallleutnant den Krieg in Italien mit und entsetzte dabei das belagerte Mirandola, wurde 1735 Feldzeugmeister, 1737 Gouverneur von Temesvár und kämpfte im Türkenkrieg.
Am 1. September 1739 schloss er ohne Vollmacht übereilt und vermutlich aufgrund einer Fehleinschätzung den für Österreich-Ungarn ungünstigen Frieden von Belgrad ab und wurde dafür zu Festungshaft verurteilt. Er wurde zunächst in Raab und dann in der Festung Glatz festgehalten. Doch Maria Theresia schlug bei ihrem Thronantritt 1740 das Verfahren gegen ihn nieder und rehabilitierte ihn.
1741 hatte er das Generalkommando der österreichischen Armee in Schlesien, wo er am 10. April 1741 gegen Friedrich II. eine Niederlage in der Schlacht bei Mollwitz erlitt. Kurz nach der Schlacht wurde er zum Feldmarschall befördert. 1743 beteiligte er sich an der Schlacht bei Dettingen, wurde danach von der Feldarmee abgezogen und nach Wien versetzt, wo er 1753 kommandierender General des dort stationierten Armeekorps und Ritter des Ordens vom Goldenen Vlies wurde. Im Jahr 1755 wurde er Vizepräsident im Hofkriegsrat und 1762 kommandierender General im Erzherzogtum Österreich und Kommandant der Stadt Wien.
Er starb 1774 und wurde in der Gruft der Familie Khevenhüller in der Schottenkirche in Wien bestattet.

## Nachkommen
Er hatte mit seiner Ehefrau Maria Franziska Theresia, Gräfin von Khevenhüller-Frankenburg, einer Tochter von Franz Ferdinand Anton, Graf Khevenhüller-Frankenburg, und seiner Ehefrau Maria Theresia, Freiin von Lubetich und Chapelot, drei Kinder:
1. Johanna Juliana Christiana Josepha, Gräfin von Neipperg (* 16. Februar 1727; † 15. Dezember 1758), verheiratet mit Thomas François Joseph Marquis d’Yve, Freiherr zu Brandenburg Vicomte de Dinant
2. Leopold Joseph Johannes Nepomuk, Graf von Neipperg (* 27. März 1728; † 5. Januar 1792), verheiratet in erster Ehe mit Maria Franziska Eugenie, Gräfin von Königsegg-Rothenfels-Erps, und in zweiter Ehe mit Maria Wilhelmina, Gräfin von Althann. Nach seiner dritten Eheschließung mit Maria Luise, Gräfin von Hatzfeld-Wildenburg, heiratete er in vierter Ehe Berhardine Josepha Friederike von Wiser.
3. Maria Wilhelmina von Neipperg (* 30. April 1738; † 21. Oktober 1775), verheiratet mit Johann Adam Joseph, Fürst von Auersperg